# 5006 Teller
5006 Teller (1989 GL5) là một tiểu hành tinh vành đai chính được phát hiện ngày 5 tháng 4 năm 1989 bởi E. F. Helin ở Palomar. Nó được đặt theo tên Edward Teller (Ede Teller), a Hungarian-born American physicist, colloquially known as the "Father thuộc Atomic Bomb," a title he considered to be in poor taste.